# 格拉泰里
格拉泰里（義大利語：Gratteri），是意大利西西里大区巴勒莫广域市的一个市镇。总面积38平方公里，人口1017人，人口密度26.8人/平方公里（2009年）。ISTAT代码为082041。